# Gà Miến Điện
Gà Miến Điện (Burmese chicken) là một giống gà thuộc nhóm gà Bantam có nguồn gốc từ Myanmar. Giống gà này không bao giờ được phổ biến và được cho là đã tuyệt chủng vào đầu thế kỷ 20. Tuy nhiên, một số cá thể còn sống sót đã được phát hiện vào những năm 1970 và sau đó được lai tạo với giống gà râu Bỉ (Bearded d'Uccle), gà Crevecoeur, gà Tam hoàng (Cochin) và gà tre Nhật Bản để tái tạo giống. Chúng vẫn còn khan hiếm về số lượng như những ngày hôm nay. Gà Miến Điện được đề cập trong cuốn sách của Charles Darwin có tên gọi Sự biến đổi của động vật và thực vật dưới sự thuần hóa.
Gà Miến Điện sở hữu cái gọi là "gen cây leo" (creeper gene), kết quả là chúng có hình dáng chân ngắn đặc biệt và được đặt tên vì dáng đi mà nó thu hút ở gà mang gen đột biến, gen này gây tử vong cao, như tất cả phôi mang hai bản sao của alen chết trước khi nở. Chỉ những phôi có chứa một bản sao của "gen cây leo" phát triển thành dạng cái chân ngắn, phôi không có bản sao tạo ra một con gà có chân có chiều dài bình thường. Gà Miến Điện có một cái mồng xù và một cái đầu nhỏ nhắn giống như các loại gà có mào khác. Chân của chúng to bè và chúng có những điểm giống như con gà Sultan. Chúng di chuyển chậm chạp. Gà mái đẻ trứng có vỏ màu nâu. Giống gà này đòi hỏi sự quan tâm, chú ý đáng kể để duy trì sự xuất hiện của nó vì hiện nay chúng có nguy cơ mai một.